# Porsche 908
Porsche 908 – samochód wyścigowy firmy Porsche wytwarzany w latach 1968–1971. Jego budowę rozpoczęto pod koniec 1967 roku. Wyposażony został w mocniejszy niż w poprzednim modelu 910 ośmiocylindrowy silnik o mocy 350 KM. Osiągał prędkość do ok. 320 km/h. Startował w wyścigach na torach Monza, Nürburgring oraz 24h Le Mans. Występował w odmianach 908/1 Spyder, 908/2 Spyder, 908/3 Spyder, 908 Coupé oraz 908 Langheck Coupé

## Linki zewnętrzne

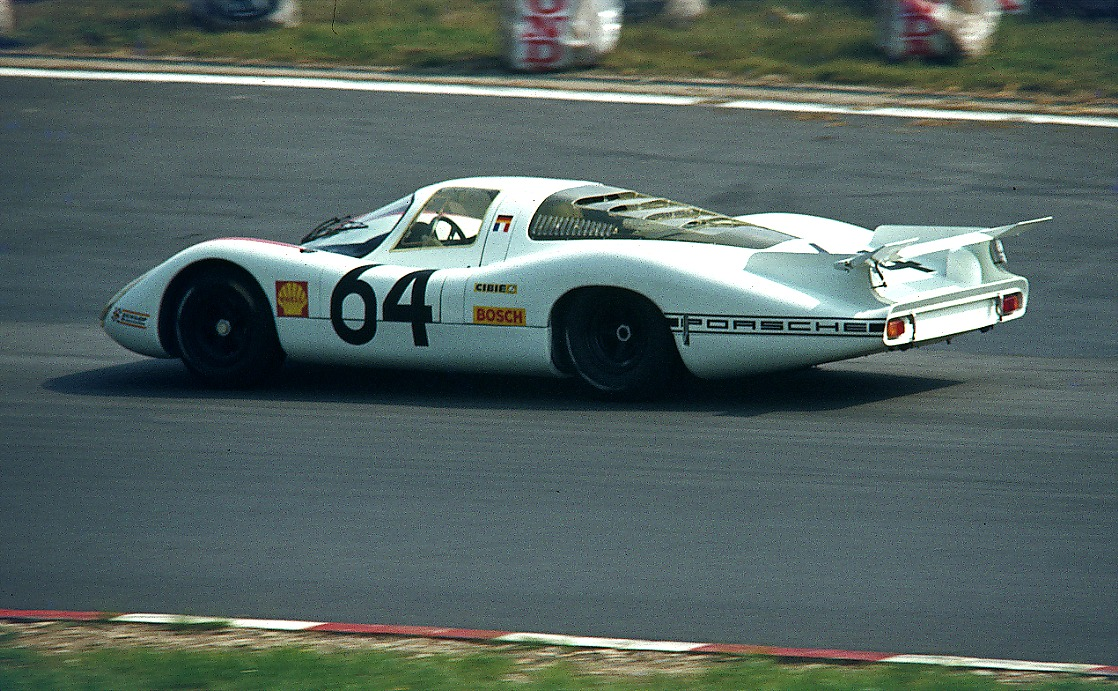
Porsche 908 Langheck Coupé na torze Nürburgring (1981)